# JDスター女子プロレス
JDスター女子プロレス（ジェー・ディー・スターじょしプロレス）は、かつて存在した日本の女子プロレス団体。

## 団体名の由来
ジャンヌ・ダルクの頭文字の「J」と「D」からとられている。

## 歴史

### 吉本女子プロレスJd'
吉本興業が中国進出を計画した際に言葉の壁から今までの芸人による興行形態では進出は難しいと判断して言葉を必要としないスポーツからアピールすることを思い付き当時ブームが沸き起こっていた女子プロレスに目を付けて吉本女子プロレスJd'（よしもとじょしプロレス・ジェー・ディー）の設立を計画。有限会社として設立に際しては吉本興業のほかテレテック、バンプレスト、旭通信社が協力。代表に卯木基雄（元ラジオ大阪社員）が就任。
他団体との軋轢を回避するためにあえて引き抜き等の手段を使わず当時、全日本女子プロレスにフリーとして参戦していたジャガー横田とバイソン木村を全日本女子の了解を得た上で移籍させて全日本女子を退団、引退していた白鳥智香子と李由紀を加えた4人を所属選手として契約。また同じく全日本女子に参戦していたライオネス飛鳥をフリーとして招聘。さらに全日本女子を引退していた神谷美織が覆面レスラー「Cooga」としてカムバックして後の選手は新人から育成することで陣容を整える。
1995年12月24日、ベイサイドジェニーでプレ旗揚げ戦を開催。ゲストに西川きよしを来場させてマスコミに対してアピールを行った。旗揚げ前の様子を特番としてテレビ放送するなど大掛かりな展開を図っている。
1996年4月14日、ヴェルファーレで旗揚げ戦を開催。メインイベントに週刊プロレス提供試合としてバイソン木村対豊田真奈美戦を行う（これに関しては、この試合をきっかけに週刊プロレスと組み色々と行う企画があったが諸事情によりうやむやとなり、これ1回のみで終了してしまう）。旗揚げ当初は覆面コミッショナーとして桂三枝を起用。
この苦しい状況を打破するために「新世紀スター誕生 アクション・シンデレラ・オーディション」を開催。オーディションに合格した際には2年間限定でプロレスを行い、その後、アクション女優として吉本がバックアップすると言う企画で、これが後のアストレス（アスリートとアクトレスを合わせた造語）となる（ただし、デビューして2年以上経過した現在でもプロレスを続けている選手もおり、アクション女優として大成した女子プロレスラーもいないため、「アクション女優の育成」と言うテーマは成功したとは言い難いが、それまでとは違う女子プロレスラー像を作ろうとしたことは一部では評価されている）。
苦しい経営が続く中で大手商社による資金面によるテコ入れなどがあったものの女子プロレスブームは終焉を迎えていた。

### JDスター女子プロレス
2003年3月、吉本が資本撤退して経営権をJオフィスグループに譲渡。4月、団体名をJDスター女子プロレス（ジェー・ディー・スターじょしプロレス）に改称して吉本はプロレス経営から退くことになった。経営者が変わったものの苦しい経営は続いていた。
2004年4月29日、後楽園ホール大会の全試合終了後、女子プロレス団体としての活動終了してアストレスを中心とするプロモーションへの移行、プロモーション名をJDスターとすることを発表。その後、フリー、他団体の選手を招いた興行「格闘美」と元所属選手を中心に実力派フリー選手に主眼を置いた興行「EXPERT」を交互に開催したが「EXPERT」は失敗して「格闘美」に集約された。
2005年9月、メジャー女子プロレスAtoZとの業務提携を発表。
2006年1月、AtoZとの業務提携を解消。
2007年7月16日、後楽園ホール大会を最後に解散。解散時の運営はジェイディー・スターが引き受けた。

## タイトル
- クイーン・オブ・ザ・リング王座
- プリンセス・オブ・プロレスリング王座
- JDスタージュニア王座
- TWF世界女子王座
- TWF世界女子タッグ王座
- AWF世界女子王座

リーグ戦
- LEAGUE PRINCESS

## 最終所属選手
- 渋谷シュウ
- 大畠美咲

アストレス
- 桜花由美（2期生）
- 風香（4期生）

## スタッフ

### レフェリー
- Tommy（フリー）

## 歴代所属選手
- ジャガー横田（コーチ兼任）
- バイソン木村
- 白鳥智香子
- 李由紀
- ザ・ブラディー
- 藤村奈々
- 阿部幸江
- 亜利弥’
- 矢野和美
- 小杉夕子
- 曽我部美幸
- 垣谷美和
- ドレイク森松
- 藪下めぐみ
- 坂井澄江
- おばっち飯塚
- KAZUKI
- Cooga
- ファング鈴木
- 宮崎有妃
- 神田奈々子
- 武藤裕代
- 福島美幸
- 鳥居はるみ
- 救世忍者乱丸
- 西千明
- 山本千歳
- MARU
- 松尾永遠
- 富松恵美
- 斎藤啓子
- 和田優
- 木村ネネ

アストレス
- 大森彩乃（1期生）
- 賀川照子（1期生）
- 柏田千秋（1期生）
- 古田圭子（現：ふるけいこ）（1期生）
- 東城えみ（2期生）
- 石川美津穂（2期生）
- 小粂あかね（3期生）
- 秋山恵（3期生）
- 亜沙美（現：川崎亜沙美）（4期生）

## 歴代スタッフ
- 浅野恵（レフェリー）
- アジアン・クーガー（現：空牙）（コーチ）

## LSDマッチ
2000年、ライオネス飛鳥が発案してタイトルマッチなどで採用されていた。「LSD」は「Long Strong Distance」の略。
- 試合時間は行われた年に連動して秒数を決めて2000年なら2000秒の「LSD2000」としている。
- アイアンマンマッチとほぼ同じで時間内にフォール、ギブアップを多く取った方が勝者となる。
- 3人以上のシングルマッチは最初にフォールを取った選手を暫定勝者としてフォールの度に、その暫定勝者が変わって時間切れを迎えた時点で勝者となる。

## エピソード
- Jd'時代に「お笑い王者決定戦」と云うタイトルでリングで芸人同士のトークバトルを行う。坂田利夫をコミッショナーとしてリットン調査団、雨上がり決死隊が参加。「お笑い王者決定戦」は評判が良くなかったため2回で終了しているが2回目にはモリマンが参加している。
- Jd'時代のリングアナウンサーを高杉二郎が行っていた。
- Jd'時代に行われたイベントで極楽とんぼが司会を行っていた。
- 元所属選手の東城えみ（元バンビプロモーション所属）がドレイク森松とのシングルマッチで「負けたらアダルトビデオ出演」という条件の試合で敗北して試合終了後に撮影が行われた。試合会場（新木場1stRING）、撮影会社を巻き込んだスキャンダルになったがDVDは発売された。

## 試合中継
- プロレスKING（GAORA）
- ジャンヌ・ダルクへの道〜格闘美宣言〜（BSジャパン）
- Jd'神話（BSジャパン）
- 格闘美伝説（BSジャパン）
- JDコロシアム（サンテレビ）
- 女子プロレスLIVE JDスター（ファンダンゴTV）